# جوليان آموس
جوليان آموس (بالإنجليزية: Julian Amos)‏ هو سياسي أسترالي، ولد في 1 أكتوبر 1945 في ملبورن في أستراليا. حزبياً، نشط في حزب العمال الأسترالي. وقد انتخب عضو مجلس نواب تسمانيا عن دائرة دنيسون ‏ (1 فبراير 1992 – 24 فبراير 1996) وانتخب عضو مجلس نواب تسمانيا عن دائرة دنيسون ‏ (11 ديسمبر 1976 – 8 فبراير 1986).

## وصلات خارجية
- الموقع الرسمي